# Liên đoàn bóng đá Ecuador
Liên đoàn bóng đá Ecuador (tiếng Tây Ban Nha: Federación Ecuatoriana de Fútbol) là tổ chức quản lý, điều hành các hoạt động bóng đá ở Ecuador. Liên đoàn quản lý đội tuyển bóng đá quốc gia nam và nữ, tổ chức giải vô địch bóng đá Ecuador. Liên đoàn bóng đá Ecuador gia nhập FIFA năm 1926 và CONMEBOL năm 1927.